# 반하니
반하니(1989년 4월 19일 ~ )는 대한민국의 레이싱모델이다.

## 경력

### 레이싱모델 경력
- 2016년 - 오토모티브위크 레이싱모델
- 2015년 - 넥센타이어 스피드레이싱 엔페라컵 레이싱모델
- 2014년 - 미스디카 아웃도어 모터쇼 레이싱모델
- 2014년 - KIC 오프로드 그랑프리 레이싱모델
- 2014년 - 아시안 르망 시리즈 레이싱모델
- 2014년 - 서울오토살롱 레이싱모델

## 수상
- 2014년 - 제3회 한국 레이싱모델 어워즈 베스트 스타일상